# Northridge (Los Angeles)
Northridge és una comunitat de Los Angeles, Califòrnia, a la Vall de Sant Fernando. És la llar de la institució acadèmica Califòrnia State University Northridge (CSUN), com també d'onze escoles públiques i vuit privades.
Originalment anomenada Zelzah, la comunitat va passar a anomenar-se North Los Angeles el 1929 per la proximitat amb aquesta ciutat. Això va crear confusió amb la ciutat de Los Angeles i amb North Hollywood. A suggeriment d'un líder cívic, la comunitat va passar a dir-se Northridge en 1938. Es pot buscar l'origen dels primers habitants de Northridge als pobles originaris coneguts com a Gabrielino (o Tongva). Aquestes terres van ser després ocupades pels exploradors espanyols. Posteriorment aquest territori va ser venut pel governador mexicà d'aquest llavors a Eulogio de Celis, els hereus del qual van dividir les terres per a la seva posterior venda.
L'àrea ha estat la llar de persones destacades i disposa d'atraccions notables i múltiples punts d'interès. Els residents tenen accés a centres municipals d'esplai i balnearis públics.

## Població
El cens nord-americà del 2000 va explicar 57,561 residents en els 9,47 quilòmetres quadrats de Northridge de barri 6.080 persones per milla quadrada, entre les densitats de població més baixes de la ciutat. El 2008, la ciutat estima que la població havia augmentat a 61.993.
El barri va ser considerat "molt divers" ètnicament dins de Los Angeles, amb un alt percentatge dels asiàtics. El detall era els blancs, 49,5%; llatins, 26.1%; els asiàtics, el 14,5%; negres, 5.4%, i uns altres, 4,6%. Mèxic (24,7%) i Filipines (9,8%).
La mitjana de l'ingrés familiar anual en dòlars de 2008 era $ 67.906, considerada alta per a la ciutat. Els llogaters ocupaven el 46,4% dels habitatges i les llars o apartaments.
El 2000 hi havia 3.803 veterans militars, o el 8,5% de la població, un percentatge alt en comparació de la resta de la ciutat.

## Història

### Persones Indígenes
La zona que ara es diu Northridge va ser habitada per primera vegada fa uns 2.000 anys pel Gabrielino nadius americans (o Tongva). Totonga era el seu llogaret tribal. Els habitants Gabrielino-Tongva, que vivien en cases amb forma de cúpula, es refereixen de vegades com la "gent de la terra." Parlaven una llengua uto-asteca Takic (Shoshonean).

### Exploració i colonització europea
No va ser sinó fins a 1769 quan la zona coneguda com a Northridge va ser descriptiva va informar per primera vegada pel pare Juan Crespi, el diarista prolífic que va acompanyar al grup d'exploració de l'explorador espanyol Gaspar de Portolà en el seu ardu viatge a través de Califòrnia, incloent el pas de Sepúlveda que condueix a la San Fernando Valley. Després d'haver travessat més de la seva part de la terra seca i àrida, el descobriment d'aigua, allà on fora, mereixia gaubança. I així va ser amb Zelzah, un oasi inesperat i un dels llocs de reunió del Gabrielino, nadius de la zona. Els exploradors es van banyar i es van posar en el pou d'aigua, alimentat per corrents subterranis que encara són profundes per sota de la intersecció del carrer Parthenia i Reseda bulevard.

### Conquesta d'Amèrica
Quan les forces militars nord-americanes i navals van decidir ocupar Califòrnia a la fi de la dècada de 1840, els representants del governador mexicà Pio Bec van trencar amb la tradició de la "concessió" de la terra i, en canvi, la va vendre, sense les limitacions habituals de la zona a Eulogio de Celis, un nadiu d'Espanya.

### Divisió de la terra
Uns anys més tard, la terra va ser dividida. Els hereus d'Eulogio de Celis van vendre la meitat nord en 56.000 acres (230 km²), que el senador George K. Porter, que havia anomenat Valley of the Cumberland i el senador Charles Maclay, que va exclamar: "Est és el Jardí del Eden". Porter estava interessat en la cria en granges; Maclay en la subdivisió i la colonització. Francis Marion, un jove granger de Iowa que va emigrar a Califòrnia com un home jove, es va convertir en un peó per al senador Porter i més tard codesenvolupador de l'1.100 acres (4,5 km²).

### El creixement i la metamorfosi
El 1951, un periodista local va informar que la població de Northridge havia arribat a 5.500 residents, un augment d'1.000 persones des de 1950, A més, va anar en aquesta època que Reseda bulevard havia estat pavimentat en tota la seva amplària i es converteixen al principal carrer de negocis. La necessitat també va sorgir de Northridge per donar cabuda a la nova població, per la qual cosa en 1954 la primera escola secundària inaugurada a la ciutat de ràpid creixement. Northridge Junior High School, més tard conegut com a Northridge Middle School, va obrir amb 1.000 estudiants que havien estat portats fins al final de Fulton Middle School en Van Nuys.

## Educació

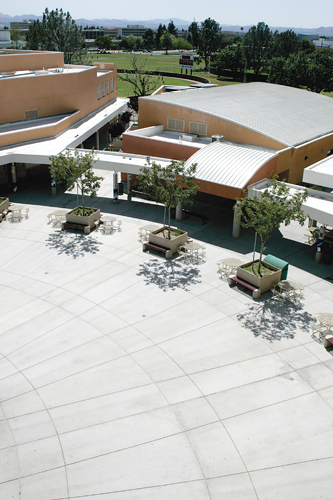
Northridge Academy High School

34% dels residents de Northridge de 25 i més anys s'ha guanyat un títol de quatre anys. en 2000, un percentatge mitjà de la ciutat, però alta per al comtat. Els percentatges dels residents de la mateixa edat amb una llicenciatura i un mestratge o superior eren altes per al comtat.

### Escoles Públiques
- Andasol Avenue Elementary School, 10126 Encino Avenue
- Alfred Bernhard Nobel Middle School, 9950 Tampa Avenue
- Topeka Drive Elementary School, 9815 Topeka Drive
- Balboa Gifted / High Ability Magnet Elementary School, alternative, 17020 Pagès Street
- Northridge Academy High School, 9601 Zelzah Avenue
- Oliver Wendell Holmes Middle School, 9351 Paso Robles Avenue
- Dearborn Street Elementary School, 9240 Wish Avenue
- Calahan Street Elementary School, 18722 Knapp Street
- Napa Street Elementary School, 19010 Napa Street
- Northridge Middle School, 17960 Chase Street
- Parthenia Street Elementary School, 16825 Napa Street

### Escoles Privades
- Casa Montessori, 17633 Lassen Street
- Our Lady of Lourdes, 18437 Superior Street
- Highland Hall Waldorf School, K-12, 17100 Superior Street
- Art of Learning Academy, 9535 Alden Avenue
- St. Nicholas School, elementary, 9501 Balboa Boulevard
- First Presbyterian Church of Granada Hill, elementary, 10400 Zelzah Avenue
- Cornerstone Christian Academy, 11031 Yolanda Avenue
- East Valley Academy, K-12, 20212 Londelius Street

### Universitat

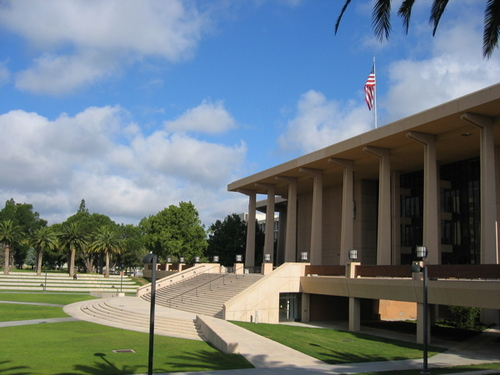
Califòrnia State University, Northridge

Califòrnia State University Northridge o CSUN és part del sistema d'universitats administrat per Califòrnia State University i ofereix títols de llicenciatura i mestratge en nombroses disciplines. Aquesta universitat és un important productor de mestres d'escoles primàries a la regió i en la nació en el seu conjunt. CSUN es destaca als seus programes d'enginyeria, negocis i cinematografia.

## Economia
El 2000, el fabricant de la bomba d'insulina MiniMed va anunciar plans per obrir un centre a Northridge, com a part d'una col·laboració amb la Universitat Estatal de Califòrnia, Northridge, per construir un centre de biotecnologia. MiniMed situat en 65 acres (260.000 m2) parcel·la de terra una vegada conegut com a Devonshire Downs. La propietat, que ara es coneix com a Campus Nord, és propietat de CSUN. Els plans inicials de MiniMed anomenats per a la localització de 4.500 treballadors en el lloc de Northridge

## Terratrèmols
El terratrèmol de Northridge de 1994 va ser anomenat per Northridge sobre la base de les primeres estimacions de la ubicació de l'epicentre del terratrèmol. El terratrèmol de magnitud 6,7, que va ocórrer en una falla inversa cega, produeix els moviments de terra més fortes mai registrats a partir d'un terratrèmol que va assotar una zona urbana. Les autopistes es van esfondrar, i molts edificis van sofrir danys irreparables. Acceleracions verticals i horitzontals van aixecar estructures dels seus fonaments. Durant el terratrèmol de 1994, el Centre Mèdic de l'Hospital Northridge, encara que danyat, va romandre obert i tracte a més d'1.000 pacients que van acudir a les instal·lacions durant els primers dies després del terratrèmol.
Aquesta va ser la segona vegada en 23 anys que la zona havia estat afectada per un fort terratrèmol. El 9 de febrer de 1971, el terratrèmol de Sant Fernando, que també es coneix com el terratrèmol de Sylmar, va copejar amb una magnitud de 6.5